# Óxido de telurio(IV)

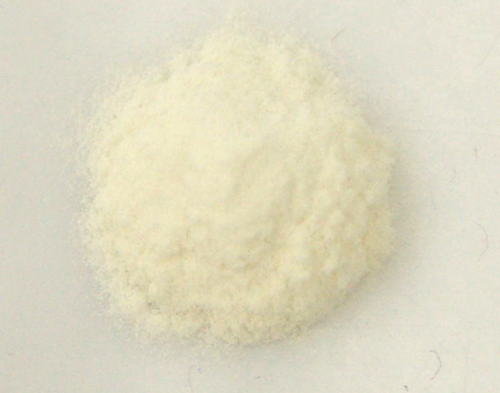
Óxido de telurio(IV)

El óxido de telurio(IV), también conocido como dióxido de telurio, es un compuesto químico. Su fórmula química es TeO2. Contiene telurio en estado de oxidación +4. También contiene iones de oxígeno.

## Propiedades
El óxido de telurio(IV) puede ser amarillo o blanco. La forma blanca es la forma hecha por el hombre. La forma amarilla es natural, también conocida como telurita. La forma artificial es más común en las reacciones químicas. A alta presión, la forma blanca hecha por el hombre se convierte en la forma amarilla. Se funde a alta temperatura para formar un líquido rojo.
El óxido de telurio(IV) no se disuelve en agua. Reacciona con ácido sulfúrico concentrado. Puede reaccionar con muchos ácidos fuertes y poderosos agentes oxidantes. También puede reaccionar con bases fuertes. Hace que el aliento huela a ajo cuando se come.

## Preparación
El óxido de telurio(IV) se obtiene quemando telurio en el aire.

## Usos
Se utiliza en dispositivos que pueden convertir la luz en sonido. Puede hacer vidrio con propiedades especiales.

## Seguridad
Puede causar defectos de nacimiento. También produce mal aliento.